# Jervant Odjan
Jervant Odjan (Armeens: Երվանդ Օտյան Ervand Òdyan of Երուանդ Օտեան Erovand Òdean) (Constantinopel, 19 september 1869 - Caïro Egypte, 1926) wordt beschouwd als een van de invloedrijkste Armeense satireschrijvers, samen met zijn tijdgenoot Hagop Baronjan. Odjans geschriften, waaronder romans en korte verhalen, wijzen vaak op een humoristische manier op de ondeugden van de mensheid. Hij had de gave om op elk ogenblik verhalen te bedenken en te schrijven.
In 1915, tijdens de Armeense Genocide, werd Jervant Odjan van Istanboel gedeporteerd naar de Syrische woestijn. Hij slaagde erin aan de dood te ontsnappen door vertaler te worden voor Duitse ambtenaren in Deir ez-Zor, aangezien hij Frans en Turks kende. In 1918, na de Eerste Wereldoorlog, hield hij zich bezig met het bijeenbrengen van wezen die door de deportaties achtergebleven waren in de woestijn van Syrië, om ze in weeshuizen onder te brengen. Zijn enige bron van inkomsten kwam uit zijn schrijfsels. Hij verliet Constantinopel definitief in 1922 en leefde verder in Boekarest en op verschillende plekken in het Midden-Oosten. Odjan bracht de laatste dagen van zijn leven door in Caïro, waar hij ook begraven werd.
- Bibliothèque nationale de France: cb15546345s (data)
- Gemeinsame Normdatei: 123349850
- International Standard Name Identifier: 0000 0000 5522 6614
- Library of Congress Control Number: n85093140
- Nationale Bibliotheek van Israël: 987007456511905171
- Nederlandse Thesaurus van Auteursnamen: 393848132
- Système universitaire de documentation: 093972393
- Virtual International Authority File: 10751863
- WorldCat: E39PBJmP3Byv7VMYJ4rtkQ4cyd